# القصور الأموية في الأردن (قلاع الصحراء)
القصور الاموية في الأردن (أو قلاع الصحراء) توجد في الأردن ودول مجاورة أخرى مثل سوريا وفلسطين وهي منتشرة في صحراء الأردن وغيرها، والتي بنيت بعضها على طريق الحج والتجارة من وإلى بلاد الشام والحجاز وكانت تستخدم كمحطات للاستراحة والتزود بالماء والمؤن. وكانت محطات للقوافل ومراكز للزراعة والتجارة وملاجئ ومراكز عسكرية ساعدت الحكّام في المناطق البعيدة على توطيد العلاقات مع بدو المنطقة وهي انعكاس جميل لمطلع عصر العمارة والفنون الإسلامية. ولا تزال هذه القصور ثابتة في مكانها لتروي حكاياتها عن ذلك العصر البهيّ الذي أثرى تاريخ الأردن. وتتنوع الفنون المستخدمة في ناء القصورة وتزيينها المثل اللوحات الفسيفسائية والجدارية ومنحوتاتها الحجرية والجصّية و الرسومات

## اسباب البناء
يوضح المؤرخون ان اسباب بناء القصور الاموية في الأردن والبلاد المجاورة أن خلفاء وأمراء بني أمية كانوا حريصين على قضاء فصل الصيف في الصحراء بعيدا عن المدينة وضوضائها بهدف ممارسة الصيد وركوب الخيل لاستعادة ما ألفوه من هوايات في صحراء جزيرة العرب، وايضا ليعيشوا حياة اللهو بخصوصية عالية بعيدا عن العاصمة دمشق. وأنها كانت تستخدم كحصون دفاعية، لوقوعها على طريق الحج والتجارة من وإلى بلاد الشام والحجاز، إلى جانب استخدامها كمحطات للاستراحة والتزود بالماء والمؤن.

## تاريخها
بنيت هذه القلاع والحصون في الفترة ما بين القرن السابع والقرن الثامن الميلادي، وتحديدا بين عامي 660 الي 750م، بدأ بناءها في عصر الدولة الأموية والتي أتخذت من دمشق عاصمة لها. . بعض هذه الحصون تم إعادة تشييده من جديد، أهمية هذه الحصون لم يتم تحديدها بدقة، لكن بعض الدراسات والأبحاث افترضت انها لأغراض الدفاع والزراعة وحماية الخطوط التجارية التي كانت تمر بين الشام ومصر واليمن حيث تمثل هذه المنطقة أهمية إستراتيجية لكونها تمثل منطقة تتوسط العديد من الأقاليم، كما تمثلت أهميتها كقواعد عسكرية كاروانسرا لملاحقة النبلاء والحكام الذين يفرون من غزو أو معركة حربية."..:: نقابة المهندسين الأردنيين - القلاع والحصون الحربية في الأردن .. الدكتور بكر خازر المجالي ::." مؤرشف من الأصل في 2014-03-18. اطلع عليه بتاريخ 2014-03-18.. تبين هذه القلاع العديد من معالم الفن إسلامي والعمارة إسلامية، والتي تخلو من رسوم الكائنات الحية كالأنسان والحيوانات في تلك الحقبة، والتي تميزت بالتصوير جصي والنقش بارز.

## قائمة القصور الاموية
| الإسم                    | الموقع                                               | الصورة |
| ------------------------ | ---------------------------------------------------- | ------ |
| قصر المشتى               | علي بعد 35 كـم (22 ميل) الناحية الجنوبية لمدينة عمان |        |
| قصر عمرة                 | 85 كـم (53 ميل) شرق عمان                             |        |
| قصر الحلابات             | 60 كـم (37 ميل) الناحية الشمالية من عمان             |        |
| قصر الأزرق               | بعد 100 كـم (62 ميل) شرق عمان                        |        |
| قصر برقع                 |                                                      |        |
| قصر طوبة                 | 95 كـم (59 ميل) الناحية الجنوبية لعمان               |        |
| قصر الموقر               | تقع علي بعد 30 كـم (19 ميل) جنوب عمان                |        |
| قلعة معان (السرايا)      |                                                      |        |
| قلعة عنيزة               |                                                      |        |
| قصر البنت (جرف الدراويش) |                                                      |        |
| قصر قلعة القطرانة        |                                                      |        |
| قصر الحرانة              | 65 كـم (40 ميل) شرق عمان                             |        |
| قصر عين السل             |                                                      |        |
| قصر الاصيخم              |                                                      |        |
| القصر الأموي (عمان)      |                                                      |        |
| قصر عويند                | جنوب غرب الأزرق                                      |        |
| قصر القسطل               | 25 كـم (16 ميل) جنوب عمان                            |        |
| قصر حمام الصرح           | 55 كـم (34 ميل) الناحية الشمالية من عمان             |        |

## معرض الصور

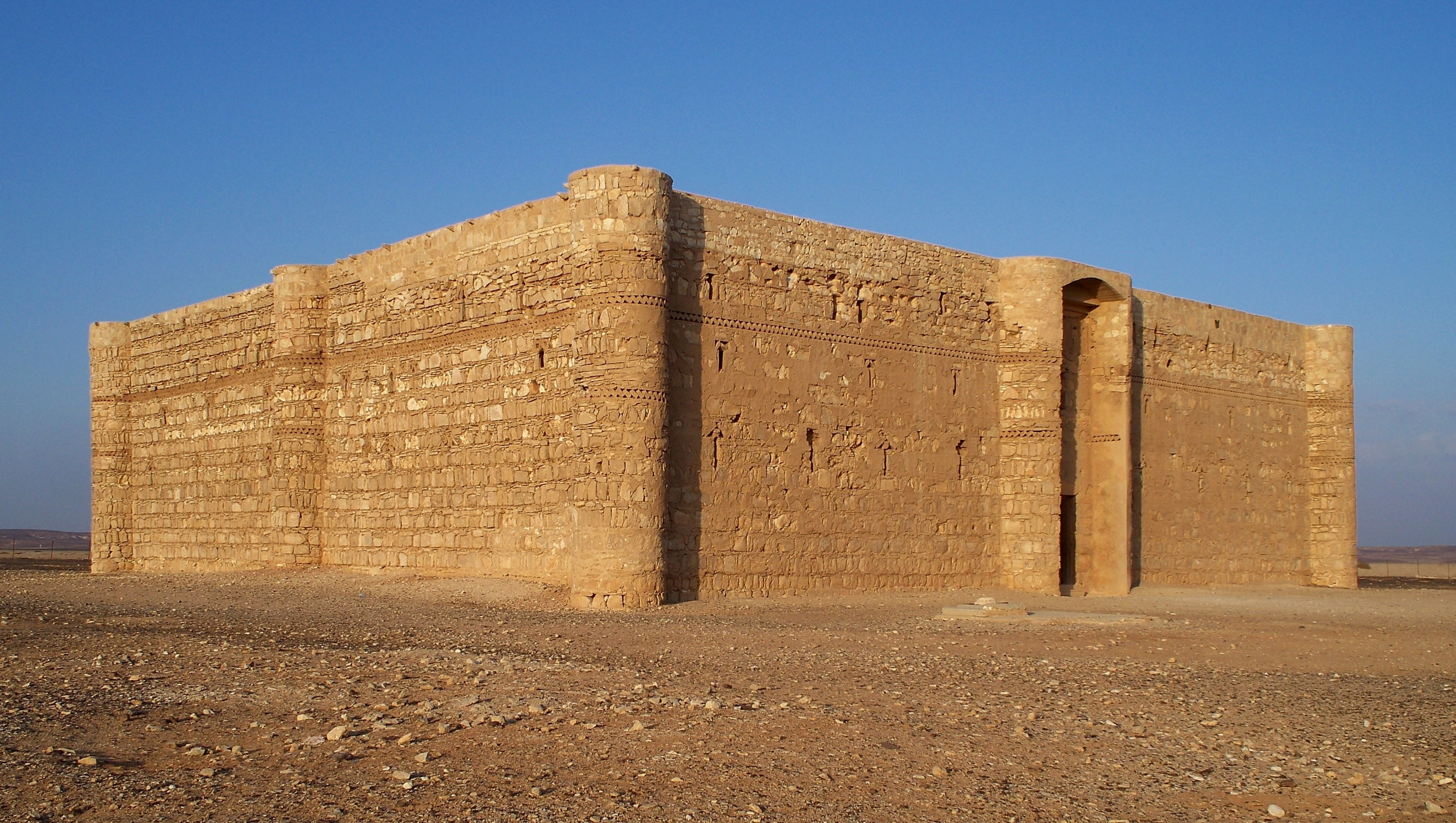
قصر الحرانة
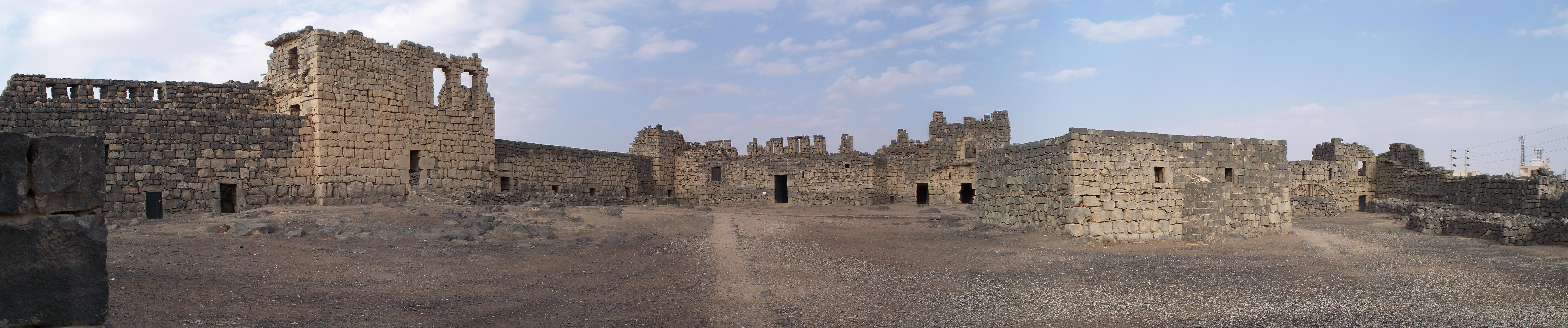
Qasr al-Azraq, Jordan
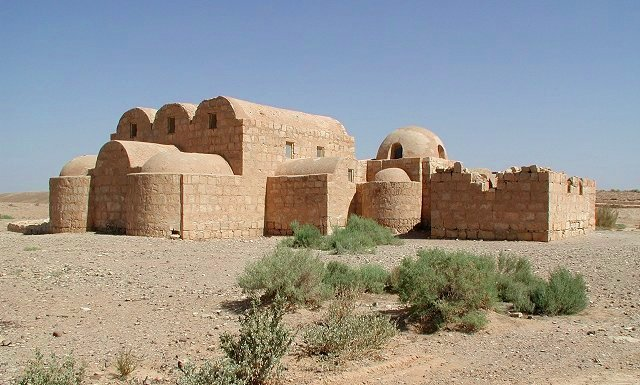
قصير عمرة
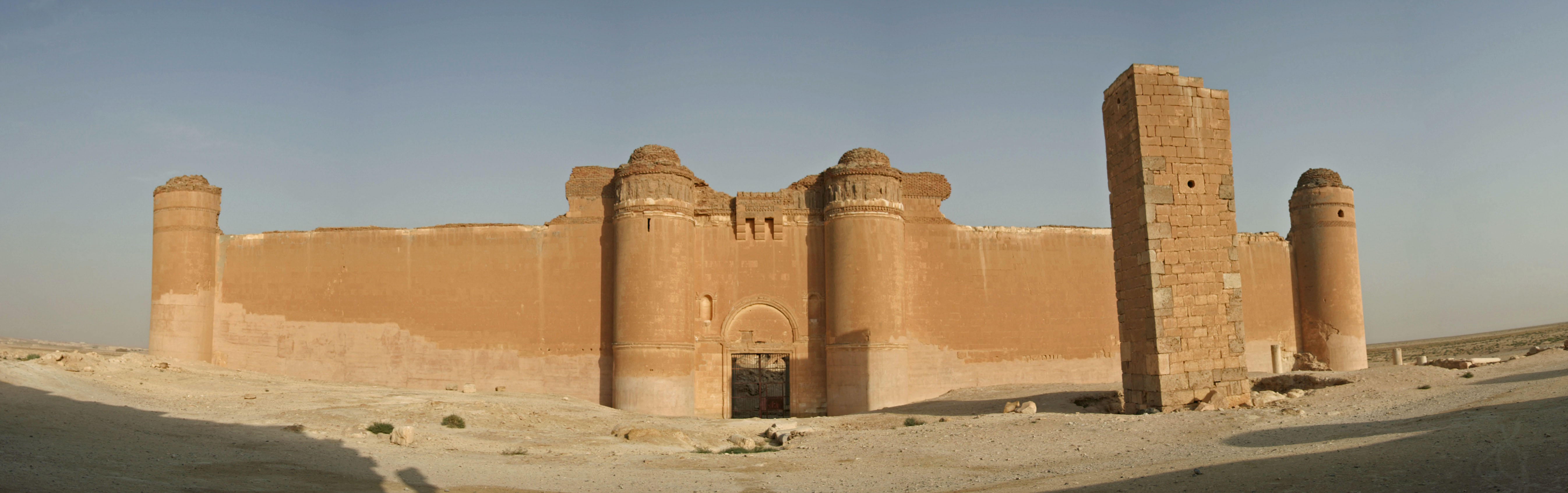
قصر الحير الشرقي - سوريا
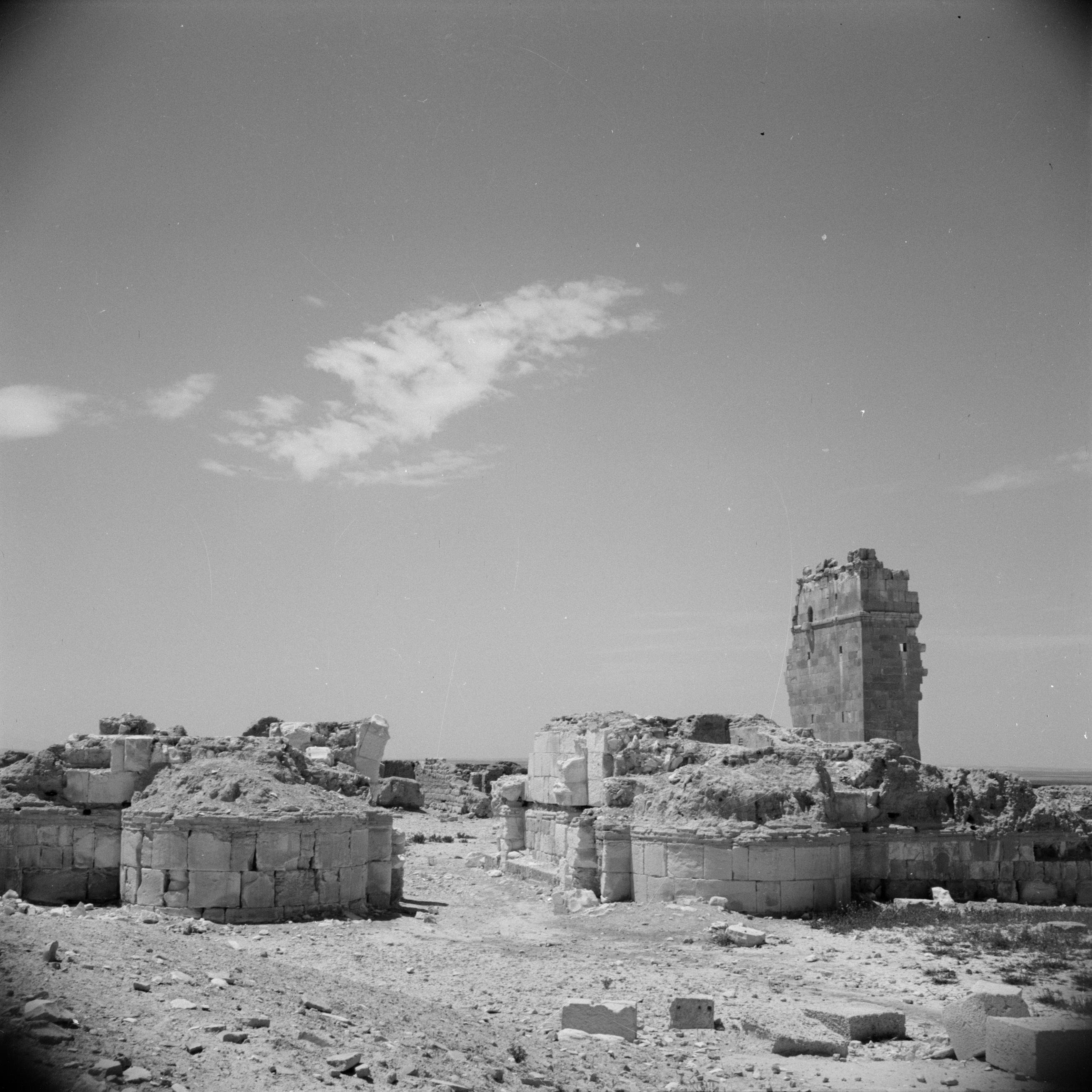
قصر الحير الغربي - سوريا
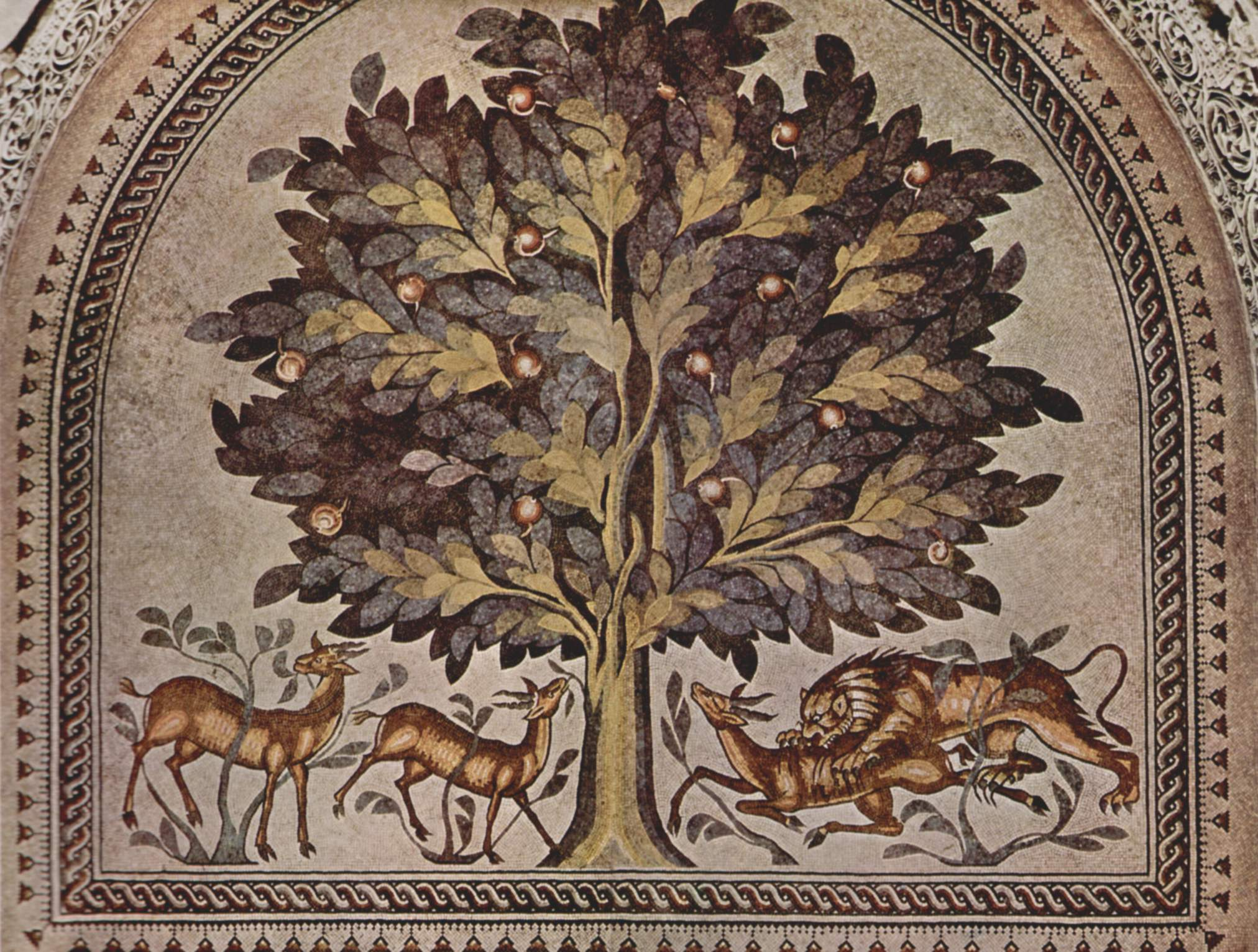
Khirbat al-Mafjar, "Hisham's Palace", Jericho: floor mosaic in bathhouse
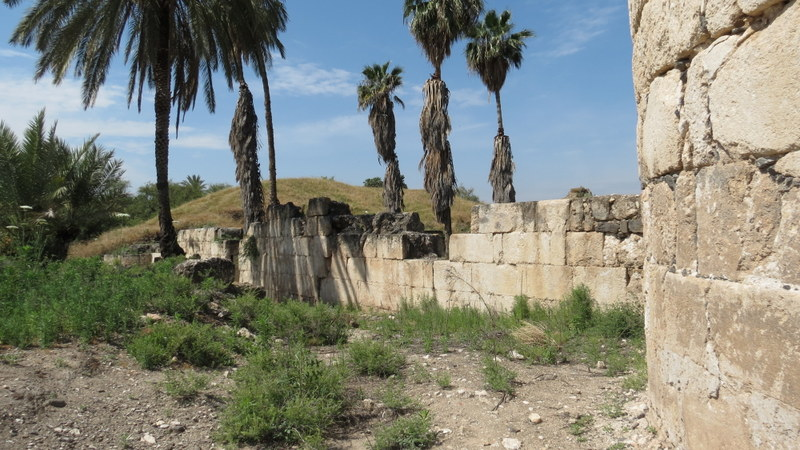
قصر المنيا - فلسطين المحتلة
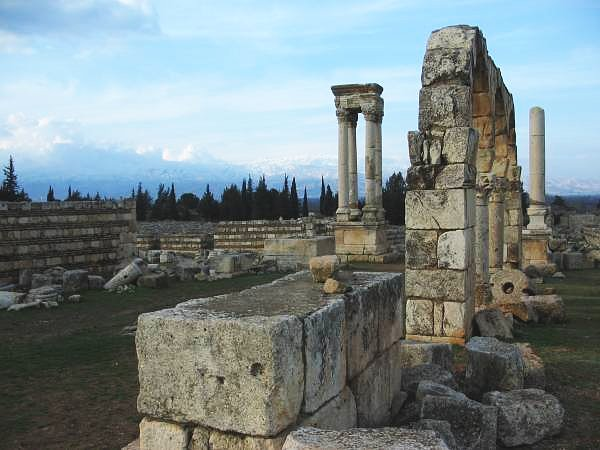
Anjar, Umayyad city with qasr, Lebanon

## روابط خارجية
- Jordanian authority for tourism about the Desert castles
- About the Desert castles
- كتاب قصور البادية الأردنية - كتاب الكتروني - موقع وزارة الثقافة الأردنية